# Pais au fou
Les pais au fou (en français : « les pois au four », en anglais : Jersey bean crock) est une soupe épaisse traditionnelle de Jersey faite de pois et de fèves. La recette des « pais au fou » est proche de celle du cassoulet français.

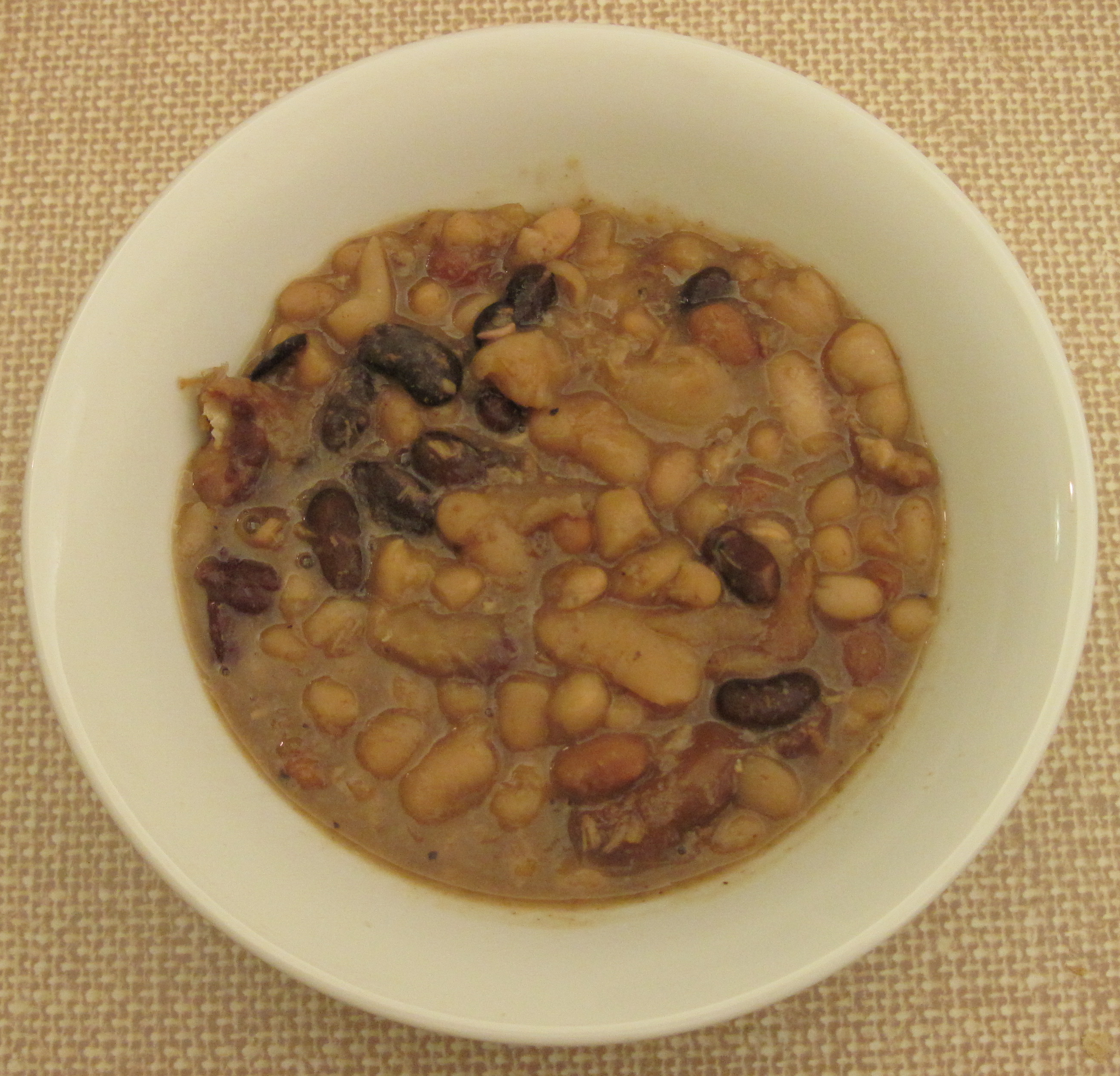
Assiette de pais au fou.

## Présentation

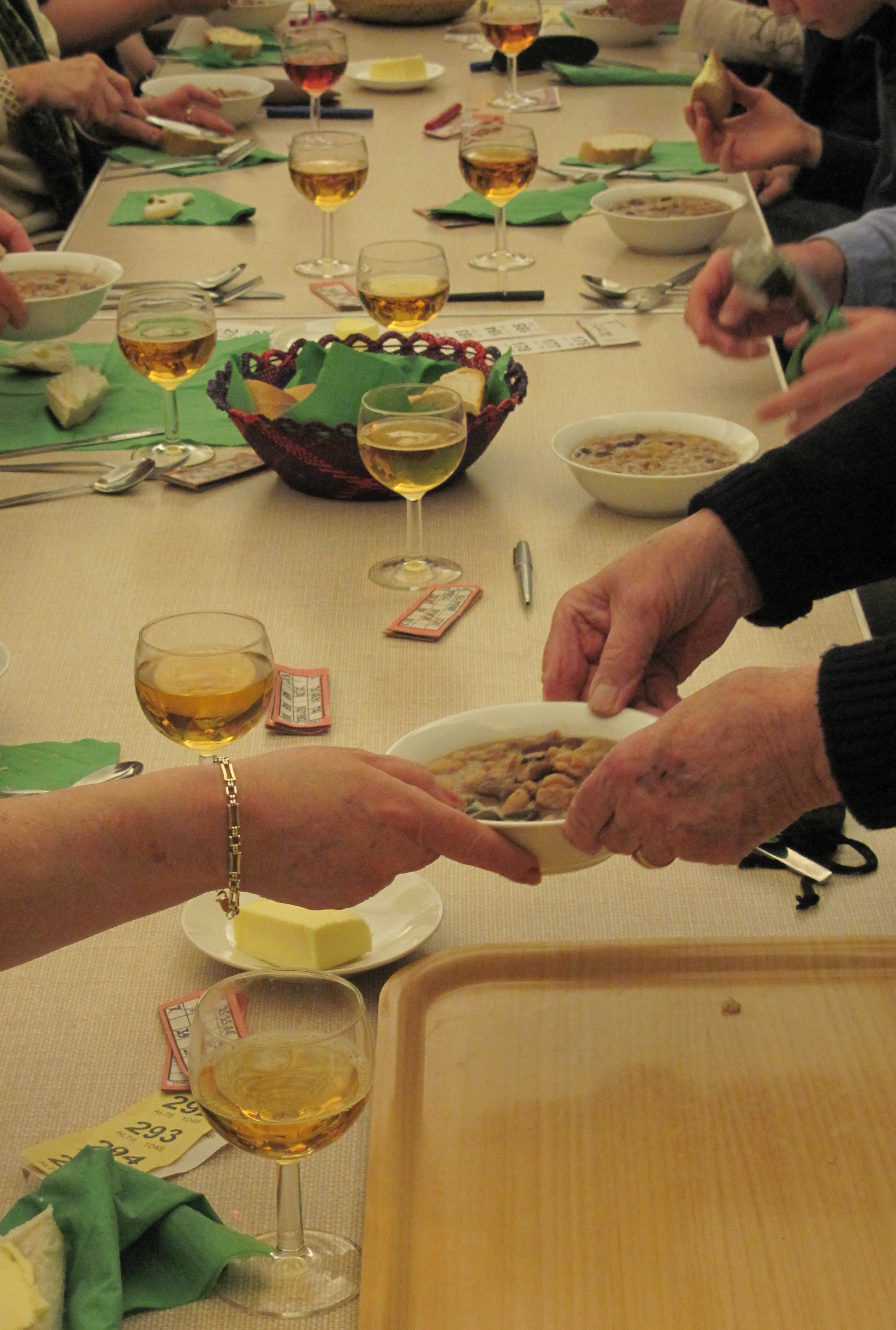
Pais au fou et verres de cidre.

Le  plat des « pois au four » est un mélange à base de haricots secs, pois et fèves qui sont préalablement trempés dans l'eau pendant toute une nuit. À ces légumes secs, on ajoute de la viande de porc, de la poitrine de porc, du lard, des pieds de cochons et parfois du bœuf. On y met des oignons, des épices et du sel. La cuisson est lente, à feu doux, dans une cocotte minute ou un fait-tout.